# Pati (Regierungsbezirk)

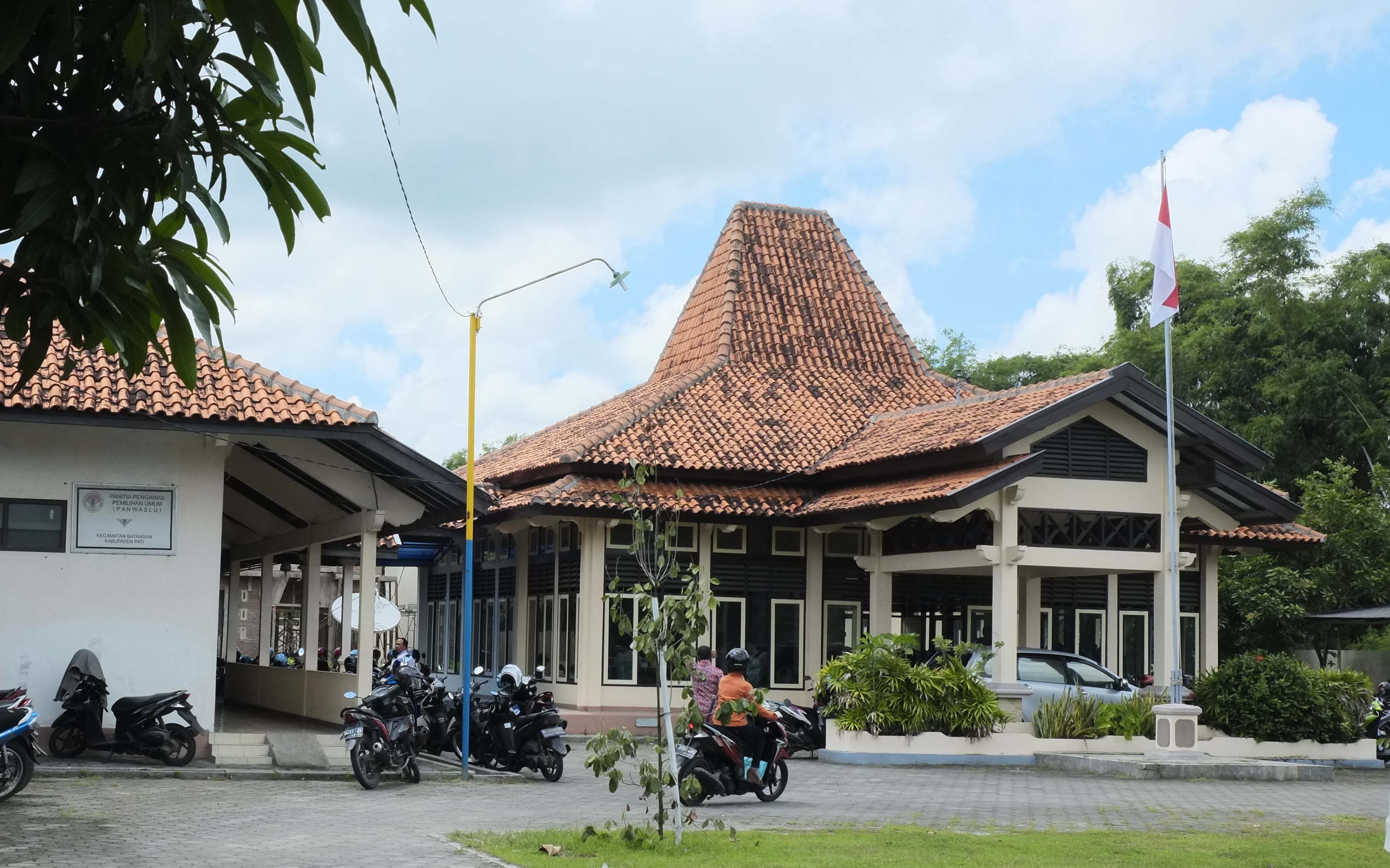
Verwaltungsgebäude des Kec. Batangan

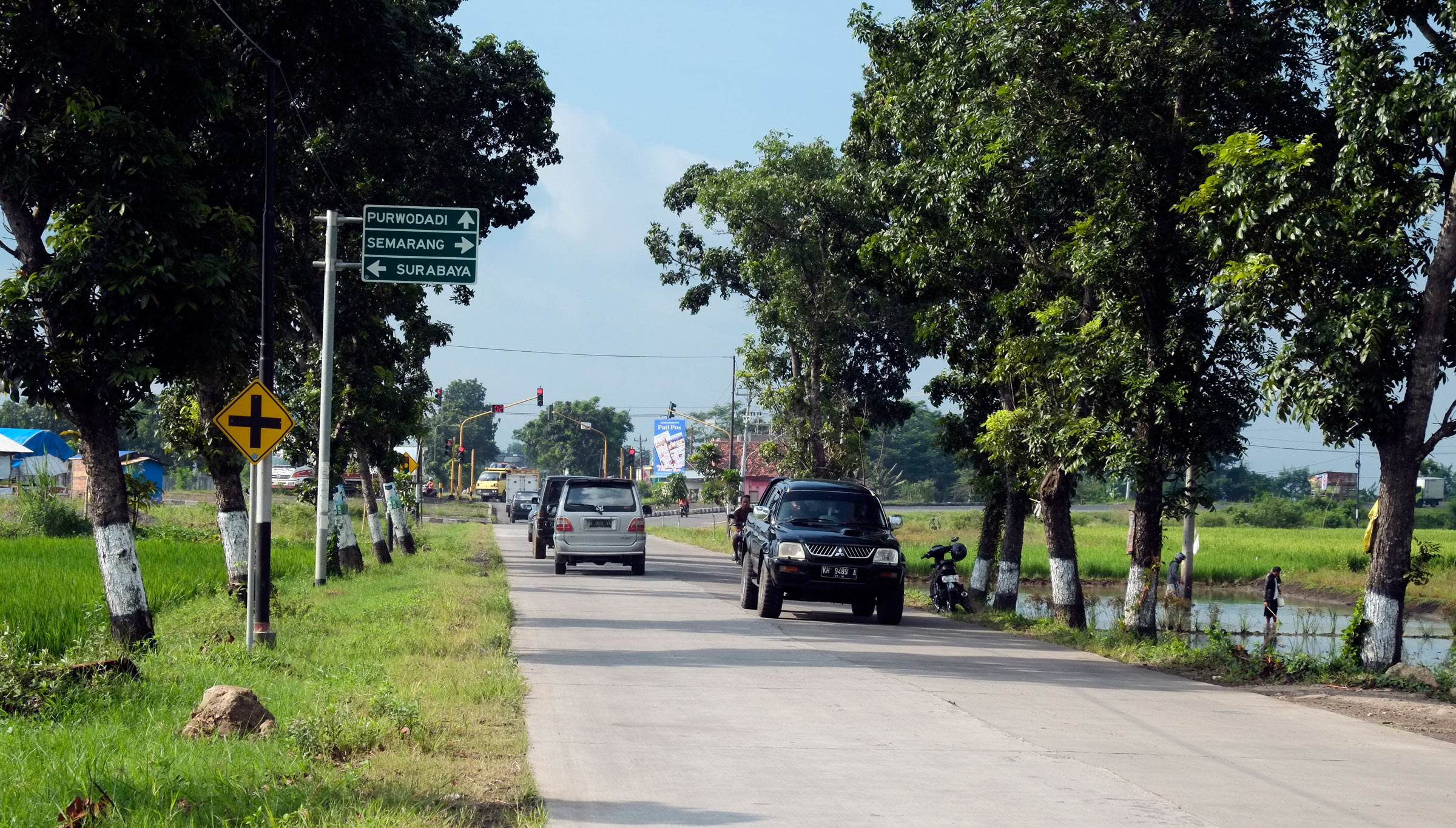
Straßenkreuzung

Pati ist ein indonesischer Regierungsbezirk (Kabupaten) in der Provinz Jawa Tengah, im Zentrum der Insel Java. Mitte 2022  leben hier circa 1,3 Millionen Menschen. Hauptstadt und Regierungssitz des Verwaltungsbezirks ist die Stadt Pati, etwa 80 km nordöstlich der Provinzhauptstadt Semarang gelegen.

## Geografie
Die Regierungsbezirk Pati liegt im äußersten Norden der Provinz und erstreckt sich zwischen 6°25′ und 7°00′ s. Br. sowie zwischen 100°50′ und 111°15′ ö. L. Er grenzt im Westen an die Regierungsbezirke Jepara und Kudus, im Süden an Grobogan, im Südosten an Blora und im Osten an den Bezirk Rembang. Im Nordosten bildet die etwa 50 Kilometer lange Küstenlinie zur Javasee eine natürliche Grenze.

## Verwaltungsgliederung
Administrativ gliedert sich Pati in 21 Distrikte (Kecamatan). Diese werden in 406 Dörfer aufgespalten, davon fünf städtischen Typs (Kelurahan).
| Code 1   | Kecamatan Distrikt | Ibu Kota Verwaltungssitz | Fläche (km²) | Einwohner Census 2010 2 | Volkszählung (Census) 2020 | Volkszählung (Census) 2020 | Volkszählung (Census) 2020 | Anzahl der Dörfer 6 |
| Code 1   | Kecamatan Distrikt | Ibu Kota Verwaltungssitz | Fläche (km²) | Einwohner Census 2010 2 | Einwohner 3                | 0Dichte 40                 | Sex Ratio 5                | Anzahl der Dörfer 6 |
| -------- | ------------------ | ------------------------ | ------------ | ----------------------- | -------------------------- | -------------------------- | -------------------------- | ------------------- |
| 33.18.01 | Sukolilo           | Sukolilo                 | 158,74       | 84.356                  | 90.270                     | 568,7                      | 100,5                      | 16                  |
| 33.18.02 | Kayen              | Kayen                    | 96,03        | 69.842                  | 78.540                     | 817,9                      | 100,8                      | 17                  |
| 33.18.03 | Tambakromo         | Tambakromo               | 72,47        | 47.774                  | 55.616                     | 767,4                      | 99,2                       | 18                  |
| 33.18.04 | Winong             | Winong                   | 99,94        | 49.208                  | 63.638                     | 636,8                      | 98,2                       | 30                  |
| 33.18.05 | Pucakwangi         | Pucakwangi               | 122,83       | 41.180                  | 47.934                     | 390,3                      | 101,0                      | 20                  |
| 33.18.06 | Jaken              | Sumberarum               | 68,52        | 42.063                  | 46.174                     | 673,9                      | 96,3                       | 21                  |
| 33.18.07 | Batangan           | Batursari                | 50,66        | 40.732                  | 44.619                     | 880,8                      | 99,6                       | 18                  |
| 33.18.08 | Juwana             | Doropayung               | 55,93        | 89.866                  | 95.933                     | 1.715,2                    | 100,0                      | 29                  |
| 33.18.09 | Jakenan            | Jakenan                  | 53,04        | 40.153                  | 47.568                     | 896,8                      | 96,0                       | 23                  |
| 33.18.10 | Pati               | Pati Kidul               | 42,49        | 102.873                 | 108.398                    | 2.551,1                    | 97,0                       | 24 / 5 ★            |
| 33.18.11 | Gabus              | Gabus                    | 55,51        | 51.744                  | 62.279                     | 1.121,9                    | 98,2                       | 24                  |
| 33.18.12 | Margorejo          | Margorejo                | 61,81        | 55.580                  | 64.091                     | 1.036,9                    | 97,9                       | 18                  |
| 33.18.13 | Gembong            | Gembong                  | 67,3         | 42.084                  | 47.370                     | 703,9                      | 101,4                      | 11                  |
| 33.18.14 | Tlogowungu         | Tlogorejo                | 94,46        | 49.023                  | 54.300                     | 574,9                      | 101,3                      | 15                  |
| 33.18.15 | Wedarijaksa        | Wedarijaksa              | 40,85        | 57.451                  | 63.808                     | 1.562,0                    | 100,0                      | 18                  |
| 33.18.16 | Margoyoso          | Waturoyo                 | 59,97        | 70.147                  | 74.267                     | 1.238,4                    | 101,6                      | 22                  |
| 33.18.17 | Gunungwungkal000   | Gunungwungkal            | 61,8         | 34.936                  | 37.898                     | 613,2                      | 100,7                      | 15                  |
| 33.18.18 | Cluwak             | Plaosan                  | 69,31        | 42.314                  | 47.338                     | 683,0                      | 100,5                      | 13                  |
| 33.18.19 | Tayu               | Tayu Wetan               | 47,59        | 64.339                  | 70.022                     | 1.471,4                    | 99,7                       | 21                  |
| 33.18.20 | Dukuhseti          | Alasdowo                 | 81,59        | 56.168                  | 60.850                     | 745,8                      | 101,2                      | 12                  |
| 33.18.21 | Trangkil           | Trangkil                 | 42,84        | 59.160                  | 63.275                     | 1.477,0                    | 99,7                       | 16                  |
| 33.18    | Kab. Pati          | Pati Lor                 | 1.503,68     | 1.190.993               | 1.324.188                  | 880,6                      | 99,5                       | 401 / 5             |

## Demographie
Zur Volkszählung im September 2020 lebten im Kabupaten Pati 1.324.188 Menschen, davon 663.704 Frauen (50,12 %) und 660.484 Männer. Gegenüber dem letzten Census (2010) sank der Frauenanteil um 1,34 Prozent. 70,82 % (937.760) gehörten 2020 zur erwerbsfähigen Bevölkerung; 21,23 % waren Kinder (bis 14 Jahre) und 7,96 % waren im Rentenalter (ab 65 Jahren).
Mitte 2022 bekannten sich 97,46 Prozent der Einwohner zum Islam, Christen waren mit 2,26 % (27.070 ev.-luth. / 3.517 röm.-kath.) vertreten, 0,24 % waren Buddhisten. Zur gleichen Zeit waren von der Gesamtbevölkerung 38,32 % ledig; 54,12 % verheiratet; 2,05 % geschieden und 5,50 % verwitwet.

### Bevölkerungsentwicklung
| SP/SUPAS (Jahr) | 1971         | 1980         | 1990         | 1995         | 2000         | 2005         | 2010         | 2015         | 2020         |
| --------------- | ------------ | ------------ | ------------ | ------------ | ------------ | ------------ | ------------ | ------------ | ------------ |
| Kab. Pati       | 842.488      | 975.521      | 1.064.115    | 1.083.024    | 1.154.506    | 1.160.546    | 1.190.993    | 1.232.214    | 1.324.188    |
| Anteil in %     | 3,85 %       | 3,84 %       | 3,73 %       | 3,47 %       | 3,89 %       | 3,58 %       | 3,26 %       | 3,65 %       | 3,60 %       |
| Jawa Tengah     | .21.877.081. | .25.372.889. | .28.521.692. | .31.223.258. | .29.653.266. | .32.382.657. | .36.516.035. | .33.753.023. | .36.742.501. |

| Rang unter den 29 Kabupaten der Provinz (06/2022) | Rang unter den 29 Kabupaten der Provinz (06/2022) |
| ------------------------------------------------- | ------------------------------------------------- |
| Fläche                                            | 00006                                             |
| Einwohnerzahl                                     | 00008                                             |
| Dichte                                            | 00024                                             |

- Bevölkerungsentwicklung des Kabupaten Pati von 1971 bis 2020
- Ergebnisse der Volkszählungen Nr. 3 bis 8 – Sensus Penduduk (SP)
- Ergebnisse von drei intercensalen Bevölkerungsübersichten (1995, 2005, 2015) – Survei Penduduk Antar Sensus (SUPAS)[6]

### Fortschreibung des Bevölkerungsstandes am Jahresende
| 0Jahr0 | männlich | weiblich | gesamt    | Rate (%) |
| ------ | -------- | -------- | --------- | -------- |
| 2021   | 671.225  | 677.947  | 1.349.172 | 1,85     |
| 2020   | 660.484  | 663.704  | 1.324.188 | 4,88     |
| 2019   | 609.984  | 649.606  | 1.259.590 | 0,50     |
| 2018   | 607.002  | 646.297  | 1.253.299 | 0,53     |
| 2017   | 603.907  | 642.784  | 1.246.691 | 0,54     |
| 2016   | 600.723  | 639.266  | 1.239.989 | 0,57     |
| 2015   | 597.314  | 635.598  | 1.232.912 | 0,59     |
| 2014   | 593.810  | 631.784  | 1.225.594 | 0,62     |
| 2013   | 590.181  | 627.835  | 1.218.016 | 0,87     |
| 2012   | 586.870  | 620.529  | 1.207.399 | 0,73     |

| 0Jahr0 | männlich | weiblich | gesamt    | Rate (%) |
| ------ | -------- | -------- | --------- | -------- |
| 2011   | 582.531  | 615.998  | 1.198.529 | 0,63     |
| 2010   | 578.127  | 612.866  | 1.190.993 | -6,23    |
| 2009   | 625.183  | 640.042  | 1.265.225 | 0,71     |
| 2008   | 620.175  | 636.007  | 1.256.182 | 0,66     |
| 2007   | 615.780  | 632.101  | 1.247.881 | 0,37     |
| 2006   | 613.628  | 629.579  | 1.243.207 | 1,48     |
| 2005   | 604.161  | 620.706  | 1.224.867 | 0,54     |
| 2004   | 600.700  | 617.567  | 1.218.267 | 1,86     |
| 2003   | 589.337  | 606.295  | 1.195.632 | 0,67     |
| 2002   | 585.265  | 602.337  | 1.187.602 | 0,58     |

| 0Jahr0 | männlich | weiblich | gesamt    | Rate (%) |
| ------ | -------- | -------- | --------- | -------- |
| 2001   | 581.960  | 598.776  | 1.180.736 | 0,78     |
| 2000   | 577.968  | 593.594  | 1.171.562 | 0,95     |
| 1999   | 570.960  | 589.417  | 1.160.377 | 0,69     |
| 1998   | 566.609  | 585.758  | 1.152.367 | 0,46     |
| 1997   | 563.826  | 583.289  | 1.147.115 | 0,39     |
| 1996   | 561.928  | 580.752  | 1.142.680 | 1,95     |
| 1995   | 548.968  | 571.464  | 1.120.432 | 0,58     |
| 1994   | 568.577  | 545.381  | 1.113.958 | 1,26     |
| 1993   | 537.865  | 562.035  | 1.099.900 | –        |